# Liste der Monuments historiques in Saint-Rémy-de-la-Vanne
Die Liste der Monuments historiques in Saint-Rémy-de-la-Vanne führt die Monuments historiques in der französischen Ortschaft Saint-Rémy-de-la-Vanne auf.
Bauwerke werden nicht gelistet.
Die Objekte sind der Kirche Saint-Rémi, 12 Rue Principale, in Saint-Rémy-de-la-Vanne zuzuordnen.

## Liste der Objekte
| Bezeichnung | Beschreibung                                                                                     | Standort                 | Kennzeichnung | Schutzstatus | Datum | Bild |
| --- | ------------------------------------------------------------------------------------------------ | ------------------------ | ------------- | ------------ | ----- | ---- |
| Statue Jungfrau mit Kind                                                                                           | Steinmetzarbeit aus dem 15. Jahrhundert                                                          | 12 Rue Principale (Lage) | PM77001619    | Classé       | 1906  |      |
| Altarbild „Taufe des Chlodwig“                                                                                     | Von „Senelle J.“ erstelltes Gemälde auf Leinwand von 1644 mit Spenderwappen des Gabriel Coquelet | 12 Rue Principale (Lage) | PM77001620    | Classé       | 1906  |      |
| Statue Christus am Kreuz                                                                                           | geschnitztes und polychrom gefasstes Kruzifix aus dem 16. Jahrhundert                            | 12 Rue Principale (Lage) | PM77003063    | Inscrit      | 1978  |      |
| Dreierstatuengruppe der Heiligen Fiacrius von Meaux (Saint Fiacre), Remigius von Reims (Saint Rémy) und Saint Loup | Geschnitzte und polychrom gefasste Holzfiguren aus dem 17. Jahrhundert.                          | 12 Rue Principale (Lage) | PM77002812    | Inscrit      | 1977  |      |

Zum Verständnis siehe: Kirchenausstattung
- Monuments historiques (Objekte) in Saint-Rémy-de-la-Vanne in der Base Palissy des französischen Kulturministeriums (französisch)